# Loligínids

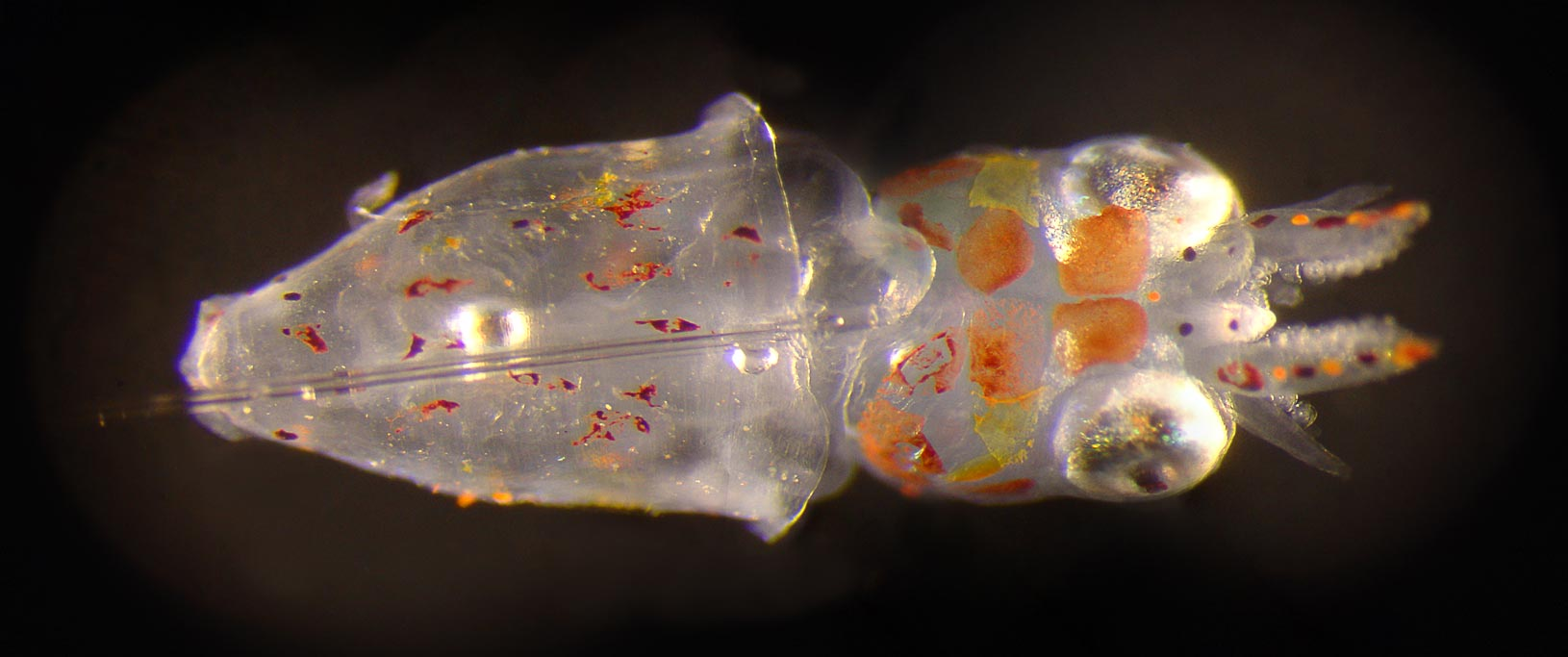
L. opalescens paralarva

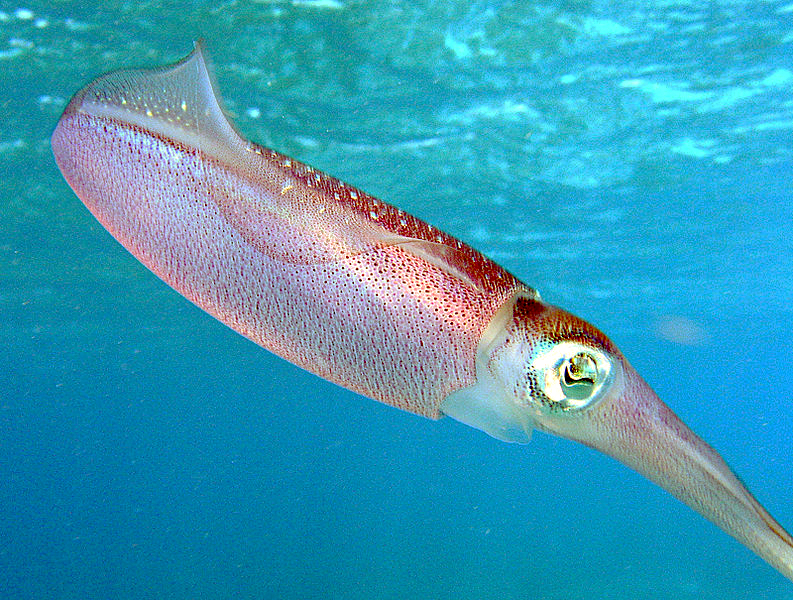
Sepioteuthis sepioidea

Els loligínids (Loliginidae) són una família de mol·luscs cefalòpodes de l'ordre Myopsida.

## Taxonomia
La família Loliginidae inclou 47 especies repartides en 10 gèneres:
- Gènere Afrololigo Brakoniecki, 1986
- Gènere Alloteuthis Wülker, 1920
- Gènere Doryteuthis Naef, 1912
- Gènere Heterololigo Natsukari, 1984
- Gènere Loligo Lamarck, 1798
- Gènere Loliolus Steenstrup, 1856
- Gènere Lolliguncula Steenstrup, 1881
- Gènere Pickfordiateuthis Voss, 1953
- Gènere Sepioteuthis Blainville, 1824
- Gènere Uroteuthis Rehder, 1945